# Municipio de Stratton
El municipio de Stratton (en inglés: Stratton Township) es un municipio ubicado en el condado de Edgar en el estado estadounidense de Illinois. En el año 2010 tenía una población de 481 habitantes y una densidad poblacional de 7,49 personas por km².

## Geografía
El municipio de Stratton se encuentra ubicado en las coordenadas 39°36′53″N 87°35′7″O / 39.61472, -87.58528. Según la Oficina del Censo de los Estados Unidos, el municipio tiene una superficie total de 64.24 km², de la cual 64,23 km² corresponden a tierra firme y (0,01 %) 0,01 km² es agua.

## Demografía
Según el censo de 2010, había 481 personas residiendo en el municipio de Stratton. La densidad de población era de 7,49 hab./km². De los 481 habitantes, el municipio de Stratton estaba compuesto por el 98,34 % blancos, el 0,21 % eran afroamericanos, el 0,62 % eran de otras razas y el 0,83 % eran de una mezcla de razas. Del total de la población el 1,25 % eran hispanos o latinos de cualquier raza.